# Marc De Buyser
Marc De Buyser (Willebroek, 13 november 1963) is een gewezen Belgische voetballer. Hij speelde in zijn carrière voor onder meer RSC Anderlecht en RWDM.

## Carrière
Marc De Buyser begon bij de jeugd van FC Boom en kwam op 16-jarige leeftijd bij RSC Anderlecht terecht. De jonge aanvaller kwam in het seizoen 1984-'85 bij de A-kern van de club, maar kwam niet aan spelen toe door de grote concurrentie. De Buyser verdween bij Anderlecht in de schaduw van Alex Czerniatynski, Erwin Vandenbergh en Arnór Guðjohnsen.
Het duurde niet lang voor De Buyser terugkeerde naar FC Boom, dat toen in de Tweede Klasse speelde. In juli 1987 werd hij op aandringen van trainer Paul Van Himst getransfereerd naar RWDM. Van Himst was ook trainer van De Buyser bij Anderlecht. In geen tijd ontpopte De Buyser zich tot de publiekslieveling. Zijn kwaliteiten waren z'n snelheid en dribbelvaardigheid. Bovendien had hij een goede linkervoet en een neus voor doelpunten. In zijn eerste seizoen was hij goed voor 12 goals.
Het seizoen 1988-'89 werd een rampjaar. De club trok verschillende oudere spelers aan en eindigde in het klassement onderaan. RWDM degradeerde voor één seizoen naar de Tweede Klasse. Maar De Buyser degradeerde niet mee. De spits zocht een andere club en kwam zo uit bij Cercle Brugge, waar hij een aanvalsduo vormde met Josip Weber. Tot 1995 bleef De Buyser bij Cercle Brugge, waar hij steeds minder tot spelen toekwam. Vervolgens maakte hij de overstap naar Excelsior Moeskroen, waar hij tot 1997 bleef. Hij maakte er de succesperiode mee met de broers Émile en Mbo Mpenza en trainer Georges Leekens.
Na Moeskroen bouwde De Buyser zijn profcarrière af. Hij speelde twee seizoenen voor KV Turnhout in de Tweede Klasse en kwam later voor enkele seizoenen terecht bij SK Rapid Leest. Hij was ook nog trainer bij Sporting Buggenhout.

## Spelerstatistieken
| Seizoen                 | Club                | Land   | Competitie    | Wed. | Goals |
| ----------------------- | ------------------- | ------ | ------------- | ---- | ----- |
| 1984/85                 | RSC Anderlecht      | België | Eerste klasse | 0    | 0     |
| 1985/86                 | FC Boom             | België | Tweede klasse |      |       |
| 1986/87                 | FC Boom             | België | Tweede klasse |      |       |
| 1987/88                 | RWDM                | België | Eerste klasse | 31   | 12    |
| 1988/89                 | RWDM                | België | Eerste klasse | 30   | 14    |
| 1989/90                 | Cercle Brugge       | België | Eerste klasse | 29   | 9     |
| 1990/91                 | Cercle Brugge       | België | Eerste klasse | 29   | 2     |
| 1991/92                 | Cercle Brugge       | België | Eerste klasse | 32   | 7     |
| 1992/93                 | Cercle Brugge       | België | Eerste klasse | 15   | 1     |
| 1993/94                 | Cercle Brugge       | België | Eerste klasse | 17   | 2     |
| 1994/95                 | Cercle Brugge       | België | Eerste klasse | 18   | 2     |
| 1995/96                 | Excelsior Moeskroen | België | Tweede klasse |      |       |
| 1996/97                 | Excelsior Moeskroen | België | Eerste klasse | 13   | 0     |
| 1997/98                 | KV Turnhout         | België | Tweede klasse |      |       |
| 1998/99                 | KV Turnhout         | België | Tweede klasse |      |       |
| Totaal in Eerste Klasse |                     |        |               | 214  | 49    |